# Saint-Hilaire, Haute-Garonne
 Saint-Hilaire  là một xã ở tỉnh Haute-Garonne vùng Occitanie tây nam nước Pháp. Xã Saint-Hilaire, Haute-Garonne nằm ở khu vực có độ cao trung bình 182 mét trên mực nước biển.